# Huangshui
Lo Huangshui o Huang Shui (in cinese 湟水河S, Huángshuǐ héP, Hwong-ChouiW), noto anche come Tsong Chu in tibetano, è un fiume della Cina che scorre nelle province del Qinghai e del Gansu. Affluente di sinistra del Fiume Giallo, ha una lunghezza totale di 374 km e un bacino idrografico di 32863 km².

## Geografia
Lo Huangshui vero e proprio è un fiume di breve lunghezza che nasce dalla catena del Daban Shan nella contea di Haiyan della prefettura di Haibei (Qinghai). Scorre verso est, attraversando Xining e Haidong, prima di confluire nel Fiume Giallo appena a monte di Lanzhou. Il principale affluente dello Huangshui, il Datong, è in realtà più lungo dello Huangshui e pertanto ne costituisce il corso principale. Il Datong e lo Huangshui si incontrano lungo il confine Qinghai/Gansu tra le località di Minhe e Honggu.

## Storia
La valle dello Huangshui è stata per lungo tempo un punto di incontro tra le culture cinese, tibetana e mongola. Essendo una delle poche valli fertili sul margine nord-orientale dell'altopiano del Tibet-Qinghai, il bacino del fiume ha consentito l'agricoltura a varie civiltà del Neolitico e dell'età del bronzo, tra cui quelle di Majiayao, Qijia, Xindian e Kayue. La valle dello Huangshui veniva anche attraversata dai viaggiatori che percorrevano il ramo settentrionale della via della seta. La città di Xining venne fondata proprio qui a causa dell'importanza strategica della posizione.